# 上井田村
上井田村（かみいだむら）は、大分県大野郡にあった村。現在の豊後大野市の一部にあたる。

## 地理
大野川左岸に位置し、村中央を支流・平井川が還流していた。

## 歴史
- 1889年（明治22年）4月1日、町村制の施行により、大野郡板井迫村、朝地村、坪泉村、池田村、市万田村、上尾塚村、下野村、志賀村、宮生村が合併して村制施行し、上井田村が発足[1][2]。旧村名を継承した板井迫、朝地、坪泉、池田、市万田、上尾塚、下野、志賀、宮生の9大字を編成[2]。
- 1917年（大正6年）上井田土地改良区第1・第2幹線水路の開削など32の井路を造成[2]。
- 1922年（大正11年）村内に第1・第2発電所を設置[2]。
- 1954年（昭和29年）12月20日、大野郡西大野村と合併し、朝地村を新設して廃止された[1][2]。

### 地名の由来
板井迫、市万田、上尾塚の村名の各一文字を組み合わせたもの。

## 産業
- 農業

## 交通

### 鉄道
- 1923年（大正12年）国有鉄道豊肥本線、朝地駅開設（大字坪泉）[2]